# Смерть пана Лазареску
«Смерть пана Лазареску» (рум. Moartea domnului Lăzărescu) — трагікомедія румунського кінорежисера Крісті Пую про поневіряння вмираючого літнього пана лікарнями Бухареста. Перший і найбільш авторитетний зразок «нової румунської хвилі».

## Сюжет
Герой фільму, що потребує операції на мозку, через свій неохайний зовнішній вигляд не може отримати необхідну медичну допомогу і змушений змінити чотири лікарні.
В останній клініці пана Лазареску все ж таки починають готувати до операції. Однак із сюжету фільму не зовсім ясно, своєчасною виявилася ця допомога чи ні. Ухвалити рішення про те, жити чи померти пану Лазареску, режисер залишив на розсуд глядача.

## В ролях
| Актор            | Роль                                    |
| ---------------- | --------------------------------------- |
| Йон Фіскутяну    | Данте Ремус Лазареску                   |
| Лумініца Георгіу | Міоара Аврам медсестра швидкої допомоги |
| Дору Ана         | Санду Стеріан сосед                     |
| Дана Догару      | Михаела Стеріан сусідка                 |
| Моніка Бирледяну | Маріана                                 |

## Виробництво
«Смерть пана Лазареску» — перший фільм із задуманої режисером Крісті Пую серії шести картин під загальною назвою «Історії бухарестських околиць». Фільм був знятий за 45 днів та змонтований за 38 днів.
За словами Крісті Пую, він розпочав роботу над фільмом після того, як був розчарований, невдало намагаючись отримати гранти від Національної ради з питань кінематографії (CNC), румунської громадської установи, яка є головним постачальником фінансування кінорежиму в Румунії.

## Нагороди та номінації
- 2005 — приз програми «Особливий погляд» Каннського кінофестивалю.
- 2005 — спеціальний приз журі Чиказького кінофестивалю.
- 2005 — три призи Братиславського кінофестивалю: спеціальна згадка журі, приз студентського журі та спеціальна згадка екуменічного журі.
- 2005 — спеціальний приз журі та приз найкращому акторові (Іон Фіскутяну) на Копенгагенському кінофестивалі.
- 2005 — приз критиків на Норвезькому кінофестивалі.
- 2005 — приз за найкращий фільм на кінофестивалі в Рейк'явіку.
- 2005 — спеціальний приз журі та приз «Дон Кіхот» на кінофестивалі в Таллінні.
- 2005 — шість премій Трансільванського кінофестивалю: найкращий румунський фільм, найкраща режисура, найкращий актор (Іон Фіскутяну), найкраща актриса (Лумініца Георгіу), приз глядацьких симпатій, приз ФІПРЕССІ.
- 2005 — дві номінації на премію Європейської кіноакадемії: найкращий режисер (Крісті Пую) і найкращий сценарій (Крісті Пую, Резван Редулеску).
- 2006 — номінація на премію «Незалежний дух» за найкращий зарубіжний фільм.
- 2007 — номінація на премію Лондонського гуртка кінокритиків за найкращий фільм іноземною мовою.